# Championnat de France masculin de handball 1978-1979
Navigation
Nationale 1 1977-1978 Nationale 1 1979-1980
Le championnat de France de Nationale 1 masculin 1978-1979 est le plus haut niveau de handball en France. 
Le titre de champion de France est remporté par le Stella Sports Saint-Maur. C'est leur cinquième titre de champion de France, le club égalant le record de l'US Ivry.

## Première phase

### Légende
- Qualifié pour les Demi-finales
- Qualifié pour les barrages de relégation
- Relégation en Nationale II
- T : Tenant du titre
- P : Promu de Nationale II

### Poule A
Le classement final de la poule A est, :
|    | Équipe                       | Pts | J  | G  | N | P  | Bp  | Bc  | Diff |
| -- | ---------------------------- | --- | -- | -- | - | -- | --- | --- | ---- |
| 1  | Stella Sports Saint-Maur (T) | 48  | 18 | 15 | 2 | 3  | 422 | 324 | 98   |
| 2  | US Ivry                      | 47  | 18 | 14 | 1 | 3  | 407 | 330 | 77   |
| 3  | ASPTT Metz                   | 45  | 18 | 12 | 3 | 3  | 405 | 338 | 67   |
| 4  | SMEC Metz                    | 37  | 18 | 9  | 1 | 8  | 345 | 358 | -13  |
| 5  | ASL Tourcoing (P)            | 34  | 18 | 7  | 2 | 9  | 369 | 385 | -16  |
| 6  | APAS Paris (P)               | 33  | 18 | 6  | 3 | 9  | 385 | 401 | -16  |
| 7  | RC Strasbourg                | 33  | 18 | 6  | 3 | 9  | 361 | 393 | -32  |
| 8  | ESM Gonfreville l'Orcher     | 32  | 18 | 7  | 0 | 11 | 342 | 368 | -26  |
| 9  | SS Voltaire Châtenay-Malabry | 31  | 18 | 6  | 1 | 11 | 370 | 422 | -52  |
| 10 | FC Mulhouse                  | 20  | 18 | 1  | 0 | 17 | 343 | 430 | -87  |

### Poule B
Le classement final de la poule B est, :
|    | Équipe                      | Pts | J  | G  | N | P  | Bp  | Bc  | Diff |
| -- | --------------------------- | --- | -- | -- | - | -- | --- | --- | ---- |
| 1  | CSL Dijon                   | 48  | 18 | 14 | 2 | 2  | 461 | 378 | 83   |
| 2  | USM Gagny                   | 45  | 18 | 12 | 3 | 3  | 431 | 376 | 55   |
| 3  | Stade Marseillais UC        | 40  | 18 | 10 | 2 | 6  | 420 | 365 | 55   |
| 4  | ES Saint-Martin-d'Hères (P) | 39  | 18 | 9  | 3 | 6  | 382 | 361 | 21   |
| 5  | Paris UC                    | 36  | 18 | 8  | 2 | 8  | 373 | 359 | 14   |
| 6  | SLUC Nancy (P)              | 35  | 18 | 7  | 3 | 8  | 355 | 392 | -37  |
| 7  | Stade toulousain            | 34  | 18 | 6  | 4 | 8  | 408 | 436 | -28  |
| 8  | US Altkirch                 | 32  | 18 | 6  | 2 | 10 | 407 | 400 | 7    |
| 9  | USAM Nîmes                  | 28  | 18 | 4  | 2 | 12 | 321 | 403 | -82  |
| 10 | AS Cannes                   | 23  | 18 | 2  | 1 | 15 | 353 | 441 | -88  |

## Phases finales

### Détermination du champion de France
Les résultats de la phase finale sont,, :
|  | Demi-finales             | Demi-finales             | Demi-finales | Demi-finales |                          |                          | Finale                 | Finale | Finale | Finale |
|  |                          |                          |              |              |                          |                          |                        |        |        |        |
|  |                          |                          |              |              |                          |                          | 26 mai 1979, Coubertin |        |        |        |
|  | USM Gagny                | USM Gagny                | 21           | 20           |                          |                          |                        |        |        |        |
|  | USM Gagny                | USM Gagny                | 21           | 20           |                          |                          |                        |        |        |        |
|  | Stella Sports Saint-Maur | Stella Sports Saint-Maur | 20           | 22           |                          |                          |                        |        |        |        |
|  | Stella Sports Saint-Maur | Stella Sports Saint-Maur | 20           | 22           | Stella Sports Saint-Maur | Stella Sports Saint-Maur | 24                     | 24     |        |        |
|  |                          |                          |              |              | Stella Sports Saint-Maur | Stella Sports Saint-Maur | 24                     | 24     |        |        |
|  |                          |                          | CSL Dijon    | CSL Dijon    | 23                       | 23                       |                        |        |        |        |
|  | CSL Dijon                | CSL Dijon                | CSL Dijon    | CSL Dijon    | 23                       | 23                       | 24                     | 23     |        |        |
|  | CSL Dijon                | CSL Dijon                |              |              |                          |                          |                        | 23     |        |        |
|  | US Ivry                  | US Ivry                  | 23           | 23           |                          |                          |                        |        |        |        |
|  | US Ivry                  | US Ivry                  | 23           | 23           |                          |                          |                        |        |        |        |

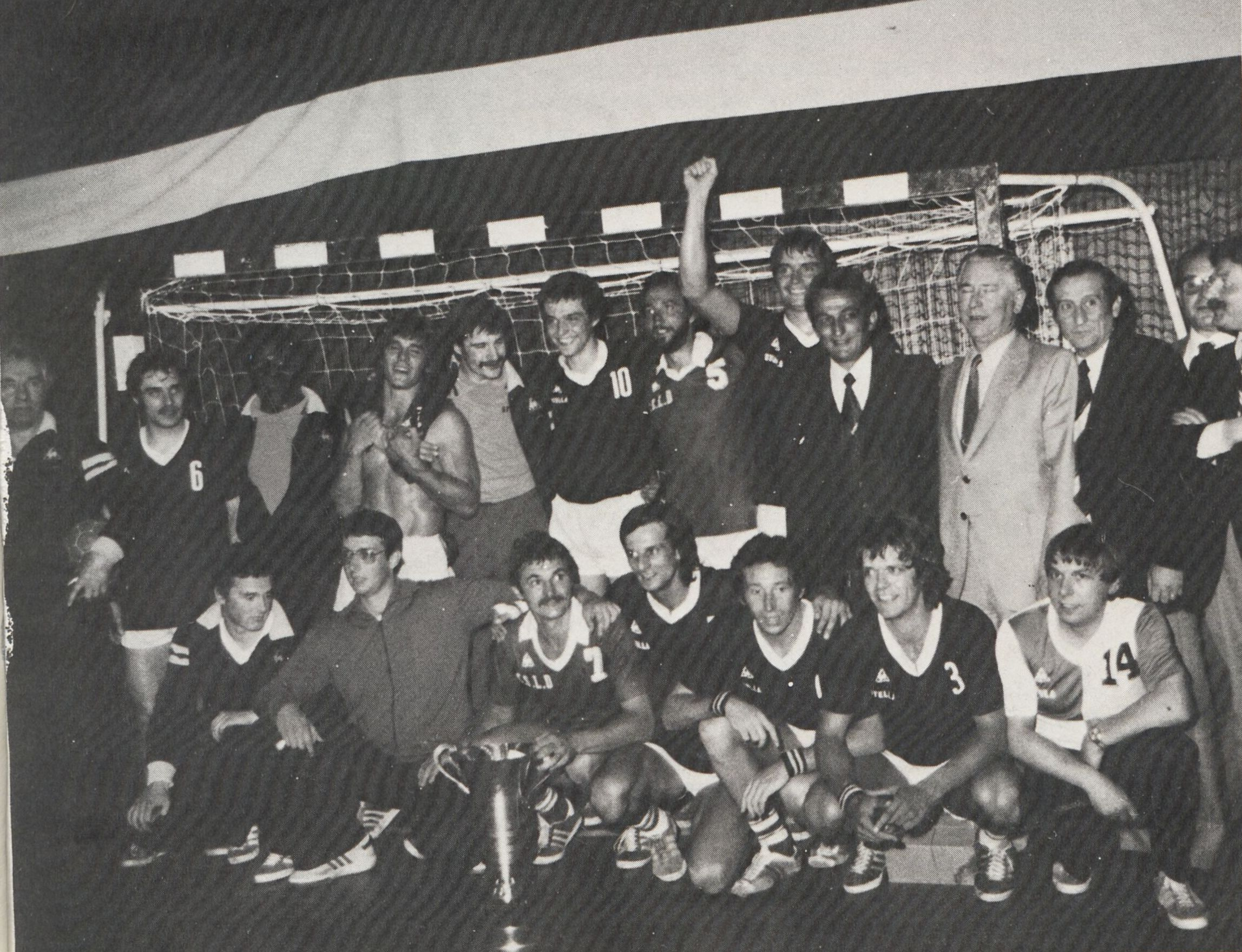
Stella champion de France 1979.

La finale, disputée le samedi 26 mai 1979 à Coubertin, a vu la Stella Sports Saint-Maur s'imposer face au CSL Dijon sur le score de 24 à 23 (mi-temps 14-16) :
- Stella Sports Saint-Maur :
  - Joueurs de champs : Jean-Louis Legrand (8 buts), Bernard Bouteiller (5), Gérard Roussel (4), Marc-Henri Bernard (2), Jacques Grandjean (2), Jean-Paul Martinet (1), Alain Nicaise (1), Bernard Virolle (1), Sylvain Crépin, Patrice Gaudrin
  - Gardiens de but : Dominique De Ronchi, Lambert M'Bo
  - Entraîneur : Serge Gelé.
- CSL Dijon :
  - Joueurs de champs :  Jean-Michel Geoffroy (7 dont 5 pen.), Rey (5), Tissot (4), Lamazouère (4), Jean-Jacques Balzer (2), Pernet (1), André Sellenet (0).
  - Gardiens de but : Bernard Sellenet, Roy
  - Entraîneur : ?
- Arbitres : MM. Lux et Lelarge.

Un but de Gérard Roussel, marqué à 6 secondes de la fin d'une finale à suspense, donne la victoire à Stella Sports de St-Maur, qui inscrit pour la 5e fois son nom au palmarès du championnat de France.

### Barrages de relégation
Ceux-ci opposent les 7e et 8e aux clubs classés deuxième de chacune des 4 poules de Nationale II. La désignation des 
rencontres est faite par tirage au sort et le club de Nationale II reçoit lors du match aller. 
| Équipe 1                           | Score   | Équipe 2                      | Aller   | Retour  |
| ---------------------------------- | ------- | ----------------------------- | ------- | ------- |
| SE Beaune (N2)                     | 45 – 45 | US Altkirch (N1)              | 23 – 22 | 22 – 23 |
| US Saintes (N2)                    | ? – ?   | Stade toulousain (N1)         | ? – ?   | ? – ?   |
| ESS Dieulouard (N2)                | ? – ?   | RC Strasbourg (N1)            | ? – ?   | ? – ?   |
| Carabiniers de Billy-Montigny (N2) | ? – ?   | ESM Gonfreville l'Orcher (N1) | ? – ?   | ? – ?   |

Si Beaune a remporté le match aller à domicile 23 à 22, Altkirch a remporté le match retour sur le même score : les deux équipes étant à égalité parfaite, le règlement stipule que c'est le club de Nationale I, Altkirch donc, qui est maintenu.
Les autres résultats ne sont pas connus, mais finalement, les 4 clubs de Nationale I sont maintenus et les 4 clubs de Nationale II restent dans cette division.

### Phase finale de Nationale II
En demi-finales, le Thonon AC s'incline à domicile 17 à 21 face à l'ASPTT Mulhouse mais parvient à remporter le match retour à Mulhouse 21 à 16 et ainsi à se qualifier pour la finale.
Dans la seconde demi-finale opposant la Villemomble Sports au CSM Livry-Gargan, Villemomble remporte le match aller à domicile 23 à 17, mais le résultat du match retour n’est pas connu.
En finale, la Villemomble Sports fait un premier écart après 10 minutes de jeu (4-1) mais le Thonon AC prend ensuite la mesure de son adversaire pour terminer la première mi-temps en tête (13-8) puis remporter le match sur le score de 22 à 18. Les joueurs de l’entraîneur yougoslave Viktor Majerlé sont ainsi champion de France de Nationale II. Les quatre clubs sont promus en Nationale I.

## Statistiques et récompenses
Après un sondage auprès de tous les internationales et internationaux, les distinctions suivantes ont été décernées :
| - Meilleurs buteurs 1. Philippe Monneron, ES Saint-Martin-d'Hères, 139 buts 2. Jean-Michel Geoffroy, CSL Dijon, ? buts 3. Gérard Rabouil, RC Strasbourg, ? buts - Meilleurs arbitres 1. Jean-Claude Lelarge et Christian Lux 2. Victorio Antunez et T. Legrand 3. Jean Lelong et Gérard Tancrez | - Meilleurs joueurs 1. Jean-Louis Legrand, Stella Sports Saint-Maur 2. Alain Nicaise, Stella Sports Saint-Maur 3. Francis Varinot, RC Strasbourg - Meilleurs entraîneurs 1. René Richard, US Ivry 2. Jean-Luc Druais, Paris UC 3. Daniel Costantini, Stade Marseillais UC |